# Isolotti di Rémire
Gli isolotti di Rémire (in francese Îlets de Rémire) sono un piccolo arcipelago di 4-5 isole dell'Oceano Atlantico occidentale, situato al largo della Guyana francese.

## Geografia
L'arcipelago comprende le isole chiamate la Mère ("la madre"), le Père ("il padre"), le Malingre ed i due isolotti gemelli di les Mamelles ("le mammelle"), ai quali viene spesso aggiunto l'Enfant perdu ("bambino perduto"), situato più a nordovest e facente parte amministrativamente del comune di Macouria, mentre i restanti quattro vengono classificati come appartenenti alla Caienna, sebbene l'intero arcipelago (come intuibile dal nome) sia situato al largo di Rémire-Montjoly.
L'isola maggiore è la Mère, lunga 1285 m e larga circa di 850 m. La sua altezza massima è di 88 m s.l.m.

Le Père è lunga poco più di 1000 m e larga circa 600 m. La sua altezza massima è 93 m s.l.m., punto più alto dell'intero gruppo.
Les Mammelles sono lunghe 345 m (l'isola occidentale) e 375 m (l'isola orientale), e larghe rispettivamente 265 m e 200 m circa. L'altezza massima di ciascuna isola è 48 m s.l.m. e 39 m s.l.m. Poco a est dell'isola orientale si trova un piccolo scoglio.

Le Malingre è lunga 410 m, larga 215 m e alta 38 m s.l.m.

L'Enfant perdu è un isolotto quasi circolare dal diametro di circa 120 m

## Storia e turismo
Delle isole facenti parti dell'arcipelago, l'unica ad essere stata abitata è la Mère, che in passato ha ospitato un centro di quarantena per gli schiavi africani prima ed un bagno penale poi, e che dal 2001 è sede di un allevamento di scimmie scoiattolo gestito dall'Istituto Pasteur e dal Conservatoire du littoral, che dal 2007 consentono visite guidate dell'area. Sull'Enfant perdu era invece presente un faro, la cui manutenzione era a carico di alcuni detenuti.

L'arcipelago è divenuto un luogo della memoria della tratta degli schiavi nei dipartimenti d'oltremare, oltre che una meta turistica sempre più apprezzata dai guianesi in virtù delle spiagge incantevoli a dispetto dell'acqua piuttosto torbida a causa dell'apporto di acque fluviali dall'entroterra. Sulle spiagge vengono registrate deposizioni da parte di tartarughe marine, fra cui la tartaruga liuto e la tartaruga verde.

## Leggenda
La formazione dell'arcipelago ed i nomi dei singoli isolotti sono oggetto di una leggenda: essa narra che una famiglia formata da due coniugi coi loro tre figli ed il loro domestico Malingre erano usciti per una scampagnata, quando vennero sorpresi da un'improvvisa ondata di marea che li fece arenare al largo della foce del fiume Mahury, ad eccezione di uno dei figli che venne portato dalla corrente verso la Caienna, divenendo l'Enfant perdu.